# Mordechai Gichon
Mordechai Gichon (em hebraico:  מרדכי גיחון; Berlim, 16 de agosto de 1922 - Jerusalém, 19 de setembro de 2016), né Mordechai Gicherman, foi um militar, acadêmico, autor de não-ficção e historiador militar israelense.

## Vida pregressa
Gichon nasceu Mordechai Gicherman em Berlim, na Alemanha de Weirmar, em uma família judia. Em 1934, a família mudou-se para o Mandato da Palestina e estabeleceu-se em Tel Aviv, onde seu pai Nachum dirigia um jornal de língua alemã. Gichon foi educado no Ginásio Ben-Yehuda, e mais tarde na Universidade Hebraica de Jerusalém.

## Carreira militar
Em 1940, ingressou na Haganá e, em 1942, alistou-se no Exército Britânico para lutar na Segunda Guerra Mundial. Ele esteve em ação na Europa com a Brigada Judaica. Após a guerra, Gichon tornou-se um dos Nakam, que caçaram e mataram ex-nazistas, e estava entre os veteranos da Brigada Judaica que organizaram a Aliyah Bet, ou imigração ilegal de sobreviventes do Holocausto para a Palestina. Gichon foi encarregado de um ponto de reunião na Holanda, de onde os sobreviventes do Holocausto foram procurados e ajudados na sua viagem para a Palestina. Ele foi dispensado do Exército Britânico em 1946 e retornou à Palestina, onde retomou seus estudos na Universidade Hebraica de Jerusalém.
Em 1947, ele voltou à Haganah e serviu como oficial de inteligência na área de Jerusalém durante a Guerra Comunal. Durante a Guerra Árabe-Israelense de 1948, Gichon serviu nas recém-criadas Forças de Defesa de Israel, e estabeleceu unidades de inteligência militar na área de Jerusalém.
Após a guerra, Gichon permaneceu nas FDI como oficial de carreira da inteligência militar e, em 1950, foi promovido ao posto de tenente-coronel. Ele serviu em vários altos cargos e esteve envolvido na Campanha do Sinai de 1956. Ele se aposentou do exército em 1963. Durante o serviço militar, concluiu o mestrado em 1956.

## Carreira acadêmica
A carreira acadêmica de Gichon começou em 1961, durante o serviço militar. Quando Israel Bar foi preso como espião soviético, Gichon foi convidado a ocupar o seu lugar como chefe do Departamento de História Militar da Universidade de Tel Aviv. Exerceu esse cargo de 1961 a 1965, quando passou para o Departamento de Clássicos e começou a estudar arqueologia. Ele completou o doutorado em 1969. Ele escreveu sua tese com a orientação do professor Michael Avi-Yonah. Ele foi nomeado professor associado em 1971 e professor em 1980. Em 1990, aposentou-se da Universidade de Tel Aviv como professor emérito de arqueologia.
Além de sua rica atividade arqueológica, Mordechai Gichon tinha um profundo conhecimento de Napoleão e de sua época. Por muitos anos dirigiu a Sociedade Napoleônica em Israel, publicando livros e artigos sobre o tema ficado em Napoleão na Terra Santa.

## Vida pessoal
Gichon casou-se com Chava Goldberg (née Renate Eva Goldberg), filha do físico e inventor Emanuel Goldberg, em 1948. O casal teve três filhos. Chava foi sua colaboradora próxima na organização dos projetos de pesquisa e suas publicações; ela faleceu em 2015.

## Livros
- Batalhas da Bíblia com Chaim Herzog.
- En Boqeq: Ausgraben in einer Oase am Toten Meer
- Palestine from Bethther to Tel Hai
- Sinai as a Border Region in Historic Retrospect